# Earl Boykins
Earl Antoine Boykins (Cleveland, Ohio, 2. lipnja 1976.) američki je profesionalni košarkaš. Igra na poziciji razigravača, a trenutačno je član NBA momčadi Washington Wizards.

## Karijera
Od 1994. do 1998. igrao je na sveučilištu Eastern Michigan. Nakon svoje prve i svoje druge sezone, izabran je u prvu petorku All-Mid-American konferencije. Tijekom seniorske sezone predvodio je najbolje strijelce NCAA I divizije prosječno postizajući 26.8 poena po susretu. Drži rekord sveučilišta po broju podijeljenih asistencija (624).  Nakon što nije izabran na NBA draftu 1998., Boykins je odlučio potpisati za momčad Rockford Lightninga. Ubrzo je dobio poziv NBA momčadi New Jersey Netsa, gdje je proveo kraj sezone 1998./99.  U svojoj NBA karijeri igrao je još za Cleveland Cavalierse, Orlando Magic, ponovo za Cleveland Cavalierse, Los Angeles Clipperse, Golden State Warriorse, Denver Nuggetse, Milwaukee Buckse i Charlotte Bobcatse. Najbolje igre pružio je u dresu Denver Nuggetsa, gdje je igrao od 2003. do sredine sezone 2006./07. 11. studenog 2004., Boykins je zabio 31 poena u domaćoj pobjedi Nuggetsa protiv Detroit Pistonsa, čineći ga najmanjim igračem u povijesti NBA koji je na jednoj utakmici postigao više od 30 poena. U svojoj desetogodišnjoj NBA karijeri ima prosjek od 9.4 poena po utakmici. Nakon sezone 2007./08., Boykins je postao neograničenim slobodnim igračom. Umjesto da potpiše novi ugovor s nekom NBA momčadi, on odlazi u Europu i potpisuje jednogodišnji ugovor vrijedan 3.5 milijuna $ s talijanskom Virtus Bolognom.
26. prosinca 2008., sportski direktor Virtusa Claudio Sabatini htio je raskinuti ugovor sa svojim najskupljim igračem. Kao razlog je naveo njegov učinak i odnos prema klubu. Međutim, nekoliko dana kasnije dogovoren je njegov ostanak u klubu. Na kraju sezone 2008./09. napustio je klub i postao slobodan igrač. U studenome 2009. zbog ozljeda čak petorice igrača Washington Wizardsa, uprava kluba odlučila je poduzeti određene korake kako bi popravila situaciju. Tako su u Wizardsi u traženju pojačanja, 12. studenog 2009., potpisali Boykinsa kao svog novog igrača u rosteru.

## Vanjske poveznice
|  | Zajednički poslužitelj ima još gradiva o temi Earl Boykins |

- Profil na NBA.com
- Profil  Arhivirana inačica izvorne stranice od 1. siječnja 2009. (Wayback Machine) na Lega Basket Serie A
- Profil  Arhivirana inačica izvorne stranice od 3. studenoga 2008. (Wayback Machine) na SportsIllustrated.com
- Profil na Basketball-Reference.com